# Королівський коргі
«Королівський коргі» (англ.  The queen's Corgi) — повнометражний анімаційний фільм режисера Бена Стассена («Кіт Грім і зачарований дім», «Стань легендою! Бігфут Молодший»), спродюсований компанією nWave Pictures та Belga Productions. Фільм заснований на дружбі королеви Великої Британії Єлизавети II та її улюблених собак породи коргі. У центрі сюжету — пес Рекс, який опинився далеко від дому (від Букінгемського палацу) і тепер всіма силами намагається знайти зворотний шлях до своєї господині.
Прем'єра фільму в Україні — 7 березня 2019 року.

## Сюжет
Улюблена порода собак у дуже багатих і впливових людей — це коргі. Маленькі собачки повністю занурені в життя своїх великих господарів. Рятуючись від політичних інтриг, улюбленець Британської Королеви змушений покинути Букінгемський палац. Тепер йому належить не тільки познайомитися з таємницею життям вулиць Лондона, але і довести, що він справжній Королівський коргі.

## Ролі озвучували
- Джулі Волтерс — королева Єлизавета II
- Шерідан Сміт — Ванда
- Рей Вінстон — Тайсон
- Джейк Вайтхолл — Рекс
- Метт Лукас — Чарлі
- Том Кортні — Філіп, герцог Единбурзький
- Колін Макферлейн — шеф
- Ніна Вейдья — Петмор
- Сара Хедленд — Мітці
- Дебра Стівенсон — Меланія

## Виробництво
Бельгійська студія nWave Pictures спродюсувала і анімувала фільм «Королівський коргі». Кінокомпанія Charades в даний час продає права на показ картини в різних країнах світу. Бюджет анімаційної комедії становить $ 20 млн.

## Реліз
Фільм планується до випуску по всьому світу в 2019 році: Франція, Китай, Велика Британія, Латинська Америка, США та ін. В Україні анімаційна комедія вийшла в прокат 7 березня 2019 року.

## Маркетинг
Оригінальний тизер-трейлер фільму став доступний для перегляду в мережі в середині жовтня 2018 року, а його локалізована версія — в середині листопада.